# Final Resolution (2005)
Final Resolution (2005) foi um evento pay-per-view (PPV) de luta profissional produzido pela Total Nonstop Action Wrestling (TNA), que ocorreu em 16 de janeiro de 2005 no Impact Zone em Orlando, Flórida. Foi o primeiro evento anual na cronologia da Final Resolution. Nove lutas foram destaque no card do evento.
O evento principal foi uma luta padrão pelo Campeonato Mundial dos Pesos Pesados da NWA, na qual o campeão, Jeff Jarrett, derrotou o desafiante, Monty Brown, para reter o campeonato. O Campeonato da Divisão X da TNA foi disputado em uma luta Ultimate X, na qual A.J. Styles derrotou Chris Sabin e o campeão, Petey Williams. A eliminatória do evento contou com diferentes variedades de partidas. O America's Most Wanted (Chris Harris e James Storm) derrotou o Team Canada (Bobby Roode e Eric Young) pelo Campeonato Mundial de Duplas da NWA na eliminatória. Monty Brown derrotou Diamond Dallas Page e Kevin Nash em uma luta de trios de eliminação para desafiar Jeff Jarrett pelo Campeonato da NWA no evento principal.
A seção de luta livre profissional do site Canadian Online Explorer avaliou todo o evento com 8 de 10, o que foi mais alto do que a classificação do evento de 2006.
Em outubro de 2017, com o lançamento da Global Wrestling Network, o evento ficou disponível para transmissão sob demanda.

## Produção
O evento contou com nove lutas de luta livre profissional que envolveram diferentes lutadores de rixas, tramas e histórias preexistentes. Os lutadores foram retratados como vilões ou heróis nos eventos roteirizados que criaram tensão e culminaram em uma luta livre ou uma série de lutas.
O evento principal no Final Resolution foi uma luta padrão pelo Campeonato Mundial dos Pesos Pesados da NWA entre o campeão, Jeff Jarrett, e o desafiante, Monty Brown. No episódio de 24 de dezembro do programa de televisão principal da TNA, TNA Impact!, a figura de autoridade Dusty Rhodes anunciou uma luta de trios de eliminação para Final Resolution envolvendo Brown, Kevin Nash e Diamond Dallas Page (DDP). O vencedor dessa partida desafiaria Jarrett pelo Campeonato da NWA no evento principal. Uma partida de eliminação a três envolve três competidores lutando para eliminar cada homem por pinfall, finalização ou jogando um ao outro por cima da corda e caindo no chão até que reste um. Brown derrotou Nash e DDP no Final Resolution para ganhar a oportunidade de desafiar Jarrett.
Ainda no card do evento, o Campeonato da Divisão X da TNA foi disputado em uma luta Ultimate X, com os participantes sendo o campeão, Petey Williams, e os dois desafiantes, A.J. Styles e Chris Sabin. Em uma partida Ultimate X, quatro pilares são colocados ao lado do ringue com cordas de aço vermelho presas no topo, que são cruzadas para formar um "X" sobre o centro do ringue. O cinturão do campeonato é pendurado no "X" central com o objetivo de retirá-lo e cair no tatame abaixo para vencer. No episódio de 17 de dezembro do Impact!, Rhodes anunciou que haveria uma luta Ultimate X no Final Resolution para o Campeonato da Divisão X da TNA. Styles e Williams estavam escalados para a luta depois que foi anunciado, com Sabin sendo o único a ter o direito de estar na luta. Sabin derrotou Christopher Daniels no episódio de 14 de janeiro do Impact! para entrar.
Na divisão de duplas, o America's Most Wanted (Chris Harris e James Storm) (AMW) desafiou o Team Canada (Bobby Roode e Eric Young) pelo Campeonato Mundial de Duplas da NWA. No episódio de 24 de dezembro do Impact!, AMW derrotou o Team Canada para ganhar a chance de disputar o campeonato no Final Resolution.

## Evento
| Outras personalidades na tela | Outras personalidades na tela |
| ----------------------------- | ----------------------------- |
| Comentaritas                  | Mike Tenay                    |
| Comentaritas                  | Don West                      |
| Anunciador de ringue          | Jeremy Borash                 |
| Árbitros                      | Rudy Charles                  |
| Árbitros                      | Mark "Slick" Johnson          |
| Árbitros                      | Andrew Thomas                 |
| Entrevistadores               | Jeremy Borash                 |
| Entrevistadores               | Shane Douglas                 |

### Pre-show
Duas partidas foram ao ar durante o pré-show de trinta minutos. O primeiro encontro colocou The Naturals (Chase Stevens e Andy Douglas) contra Johnny B. Badd e Sonny Siaki. The Naturals venceram a luta depois que Stevens acertou Siaki na cabeça com uma cadeira dobrável de aço e o imobilizou. Seguiu-se uma luta padrão de luta livre entre Chris Candido e Cassidy Riley. Candido foi vitorioso na luta ao imobilizar Riley após uma cabeçada em mergulho no topo de um turnbuckle acolchoado.

### Lutas preliminares

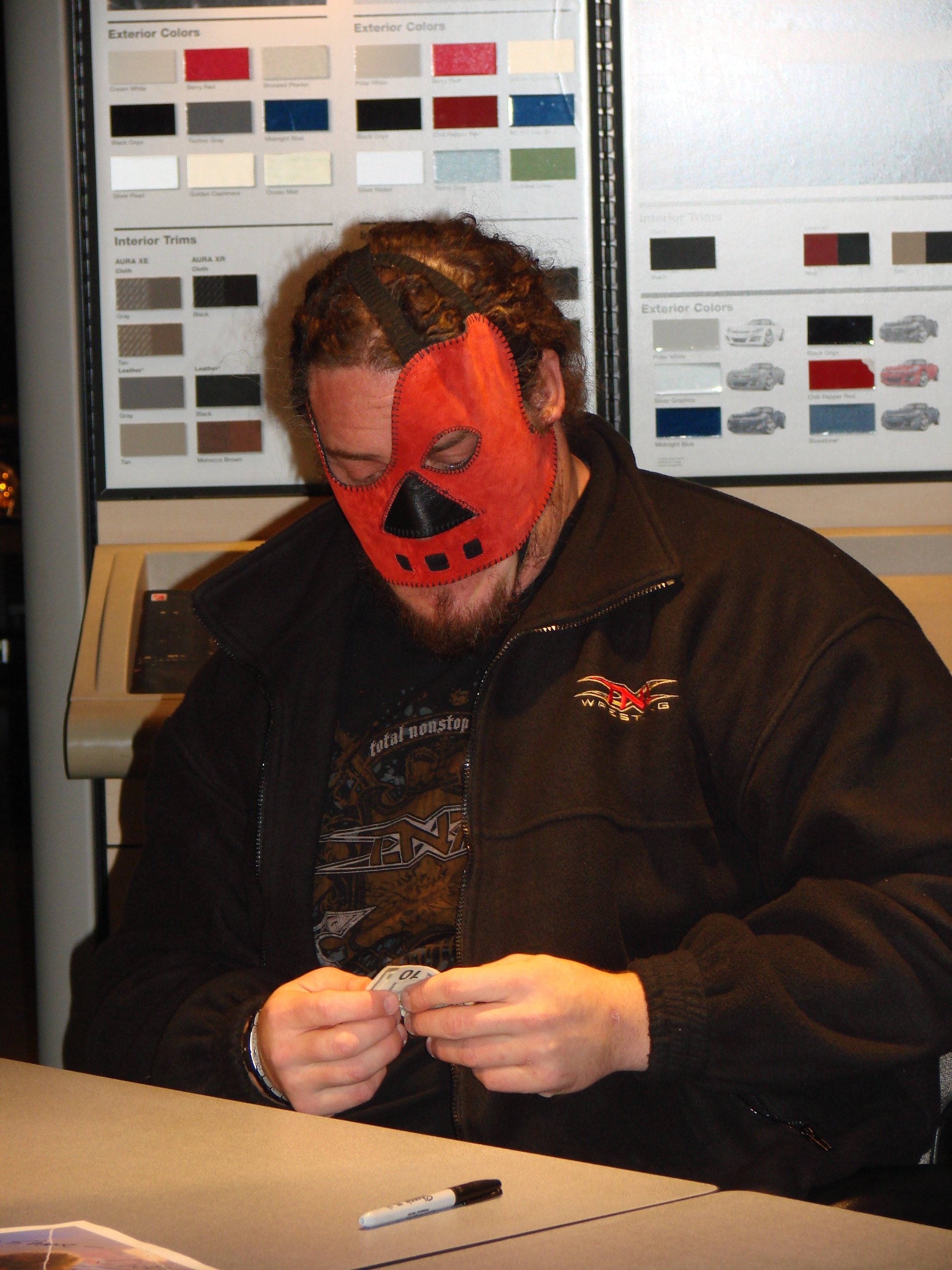
Abyss, que atacou Jeff Hardy após sua luta contra Scott Hall no Final Resolution

A primeira competição foi uma luta Six Man de duplas entre a equipe de Ron Killings, Konnan e B.G. James—The 3 Live Kru (3LK)—e a equipe de Christopher Daniels, Michael Shane e Kazarian. O 3LK foi o vencedor por pinfall depois que Killings chutou Shane no rosto.
Elix Skipper lutou contra Sonjay Dutt no segundo encontro. Skipper derrotou Dutt na partida depois que ele realizou um movimento que chamou de Play of the Day, no qual colocou a perna na cabeça e pescoço de Dutt, agarrou o braço de Dutt e então girou e jogou Dutt no tapete.
A terceira partida foi entre Dustin Rhodes e Kid Kash. Rhodes reivindicou a vitória depois de agarrar a cabeça de Kash e pular para frente para cair de bunda para executar um bulldog.
Raven lutou contra Erik Watts na próxima competição. Watts venceu a luta por pinfall, depois de levantar Raven pelo pescoço e derrubá-lo para executar um chokeslam.
Roddy Piper foi Árbitro Convidado Especial para uma luta entre Jeff Hardy e Scott Hall, que foi a seguinte. Depois que os dois lutaram por alguns minutos, Hardy obteve a vitória por pinfall depois de pular da corda superior e executar um Swanton Bomb, um salto frontal de alto ângulo da corda superior, em Hall, que estava deitado contra o tapete. Abyss atacou Hardy após o término da luta, e levantou Hardy sobre seus ombros e então caiu para uma posição sentada, um movimento que Abyss apelidou de Shock Treatment.